# OFC 풋살 선수권 대회
OFC 풋살 선수권 대회(OFC Futsal Championship)은 오세아니아 축구 연맹(OFC)이 주관하는 풋살 국가대표팀 간의 국가대항전이다.

## 역대 대회
| 1992년 자세히 | 오스트레일리아 브리즈번 | 오스트레일리아 | 리그전                    | 바누아투     | 뉴질랜드     |                           |              |
| 1996년 자세히 | 바누아투 포트빌라       | 오스트레일리아 | 리그전                    | 바누아투     | 피지         | 리그전                    | 서사모아     |
| 1999년 자세히 | 바누아투 포트빌라       | 오스트레일리아 | 리그전                    | 피지         | 바누아투     | 리그전                    | 파푸아뉴기니 |
| 2004년 자세히 | 오스트레일리아 캔버라   | 오스트레일리아 | 리그전                    | 뉴질랜드     | 바누아투     | 리그전                    | 피지         |
| 2008년 자세히 | 피지 수바               | 솔로몬 제도    | 리그전                    | 타히티       | 바누아투     | 리그전                    | 뉴질랜드     |
| 2009년 자세히 | 피지 수바               | 솔로몬 제도    | 8–1                       | 피지         | 바누아투     | 6–2                       | 누벨칼레도니 |
| 2010년 자세히 | 피지 수바               | 솔로몬 제도    | 리그전                    | 피지         | 뉴질랜드     | 리그전                    | 바누아투     |
| 2011년 자세히 | 피지 수바               | 솔로몬 제도    | 6–4                       | 타히티       | 뉴질랜드     | 1–1 연장전 (승부차기 5–4) | 바누아투     |
| 2013년 자세히 | 뉴질랜드 오클랜드       | 오스트레일리아 | 5–1                       | 말레이시아   | 뉴질랜드     | 1–0                       | 타히티       |
| 2014년 자세히 | 누벨칼레도니 파이타     | 말레이시아     | 리그전                    | 누벨칼레도니 | 뉴질랜드     | 리그전                    | 타히티       |
| 2016년 자세히 | 피지 수바               | 솔로몬 제도    | 리그전                    | 뉴질랜드     | 타히티       | 리그전                    | 바누아투     |
| 2019년 자세히 | 누벨칼레도니            | 솔로몬 제도    | 5–5 연장전 (승부차기 2–1) | 뉴질랜드     | 타히티       | 5–5 연장전 (승부차기 3–1) | 뉴칼레도니아 |
| 2022년 자세히 | 피지 수바               | 뉴질랜드       | 6–2                       | 솔로몬 제도  | 뉴칼레도니아 | 5–3                       | 피지         |
| 2023년 자세히 | 뉴질랜드 오클랜드       | 뉴질랜드       | 5–0                       | 타히티       | 솔로몬 제도  | 5–3                       | 피지         |